# Álvaro Alvim
Álvaro Freire de Vilalba Alvim (Vassouras, 16 de abril de 1863 - Río de Janeiro, 21 de mayo de 1928) fue un médico radiólogo brasileño, uno de los pioneros de la radiología brasileña.
Estudió medicina en la Facultad de Medicina de Bahía recibiendo su título de doctor en 1887. En 1896 viaja a Francia, en donde se especializó en física médica. Al regresar a Brasil, instaló un consultorio de fisioterapia en Río De Janeiro, dotándolo con los modernos dispositivos que había traído de Europa, convirtiéndose en uno de los pioneros de la fisioterapia en Brasil. Fundó y dirigió la casa de "Asistencia a los Niños Pobres", el "Instituto de Electricidad", el "Instituto de Electrología y Radiología" y la "Casa de la Cultura Laura Álvim".
Alvim hizo las radiografías de las siamesas Rosalina y Maria, operadas por Eduardo Chapot Prévost. Falleció en Río de Janeiro el 21 de mayo de 1928 debido a lesiones ocasionadas por el uso de los Rayos X y el radio. Publicó las siguientes obras: "La Medicina Que Cura", "Instituto de Electricidad Médica" y "La Cura del Cáncer en Brasil".
- Datos: Q9098178